# 11 септември: Един ден в Америка
11 септември: Един ден в Америка (на английски: 9/11: One Day in America) е американски документален телевизионен филм, режисиран от Даниел Богадо и продуциран от Каролайн Марсдън. Поредицата проследява терористичните атаки от 11 септември чрез архивни кадри, очевидци и оцелели. Поредицата се състои от 6 епизода, а премиерата ѝ е по телевизионния канал Нешънъл Джиографик.

## Сюжет
Поредицата проследява терористичните атаки от 11 септември 2001 г., чрез архивни кадри, очевидци, оцелели, с нови кадри, невиждани досега.

## Продукция
През май 2020 г. е обявено, че Нешънъл Джиографик е поръчал 6-епизоден документален сериал, въртящ се около терористичните атаки на 11 септември, като Дан Линдзи, Ти Джей Мартин и Дейвид Глоувър ще бъдат изпълнителни продуценти. Продуцентските компании, участващи в поредицата, включват 72 Films и 9/11 Memorial Museum.

## Премиера
Световната премиера на поредицата е на Филмовия фестивал Трайбека, Ню Йорк, на 11 юни 2021 г., а в България е на 1 септември 2021 г. по Нешънъл Джиографик, дублирана на български език.

## Епизоди
1. Първа помощ
2. Южната кула
3. Рухване
4. Облакът
5. Идвам за теб, братко
6. Всичко свърши, хлапе